# Flimmer
Se även Norrköping Filmfestival Flimmer.
Flimmer är en svensk komedifilm i regi av Patrik Eklund, som även skrivit manus. I huvudrollerna ses Kjell Bergqvist, Allan Svensson och Jacob Nordenson.

## Handling
Backbergas lilla Telecombolag är illa ute och firmans chef Tord försöker tillsammans med en anställd Valter, en sista gång att få företaget på fötter igen. Men så kommer ett oförklarligt strömavbrott och förändrar förutsättningarna för alla inblandade.

## Om filmen
Filmen är Patrik Eklunds långfilmsdebut och har visats på ett antal festivaler från och med januari 2012. Filmen tilldelades Svenska kyrkans filmpris vid Göteborgs filmfestival. Sverigepremiären ägde rum den 21 september 2012 och i Stockholm visades filmen på biograferna Sergel, Saga och Victoria. Filmen har visats i SVT.

## Rollista i urval
- Kjell Bergqvist – Tord
- Allan Svensson – Valter
- Jacob Nordenson – Kenneth
- Olle Sarri – Jörgen
- Anki Larsson – Birgitta
- Sissela Benn – receptionist
- Saga Gärde – Karin
- Jimmy Lindström – Roland
- Annika Hallin – Ulla, elallergiker
- Gerhard Hoberstorfer – gruppledare
- Mats Bergman – Aron
- Margareta Pettersson – Berit
- Sven Wollter – Bernard, internutredare
- Svante Grundberg – styrelseledamot
- Daniel Rudstedt – Kjell
- Lotti Törnros – Jörgens fru
- Maria Sid – Tarja
- Ronny Eriksson – Karins pappa
- Kerstin Andersson – Karins mamma
- Filip Tallhamn – Fredrik
- John Forsberg - Cowboy
- Simon Forsberg - Indianhövding

## DVD
Filmen gavs ut på DVD 2013.